# تولید شهری
تولید شهری یا تولید درون‌شهری به فرآیند تولید کالا در مناطق شهری گفته می‌شود که با در نظر گرفتن فرهنگ و ویژگی‌های محلی طراحی شده و برای توزیع در همان جوامع محلی در نظر گرفته می‌شود. اصل اساسی در این نوع تولید، توجه به محیط اطراف در فرآیند ساخت کالاهاست. با این حال، صرفاً تولید محصول در یک منطقه شهری به‌تنهایی به معنای تولید شهری نیست.
تولید شهری با بهره‌گیری از منابع محلی، از جمله نیروی متخصص، مواد اولیه و حمایت‌های مالی، محصولاتی را تولید می‌کند که بازتابی از جامعه محلی باشند؛ مانند تولید مواد غذایی.
توسعه فناوری، به‌ویژه در حوزه تولید هوشمند مانند چاپ سه‌بعدی، باعث شده‌اند که تولید در مناطق شهری آسان‌تر شود. ظهور ساخت دیجیتال، که به‌واسطه توسعه ماشین‌هایی که می‌توانند کالاها را بر اساس طراحی‌های دیجیتال تولید کنند شناخته می‌شود، تأثیر زیادی بر نوآوری‌های این حوزه داشته است. در کنار این پیشرفت‌ها، گسترش آزمایشگاه‌های ساخت (Fablab) و میکر اسپیس‌ها (Makerspace) دسترسی به این فناوری‌ها را افزایش داده و آن‌ها را برای عموم مردم قابل استفاده‌تر کرده است.

## تاریخچه

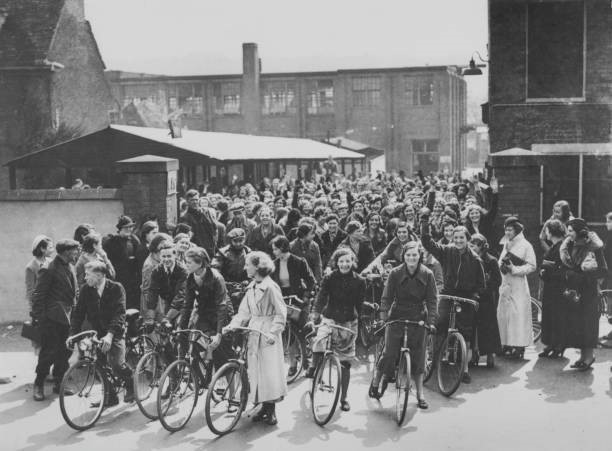
کارخانه شمع‌های KLG، پاتنی ویل، گرتر لندن، ۱۹۳۷

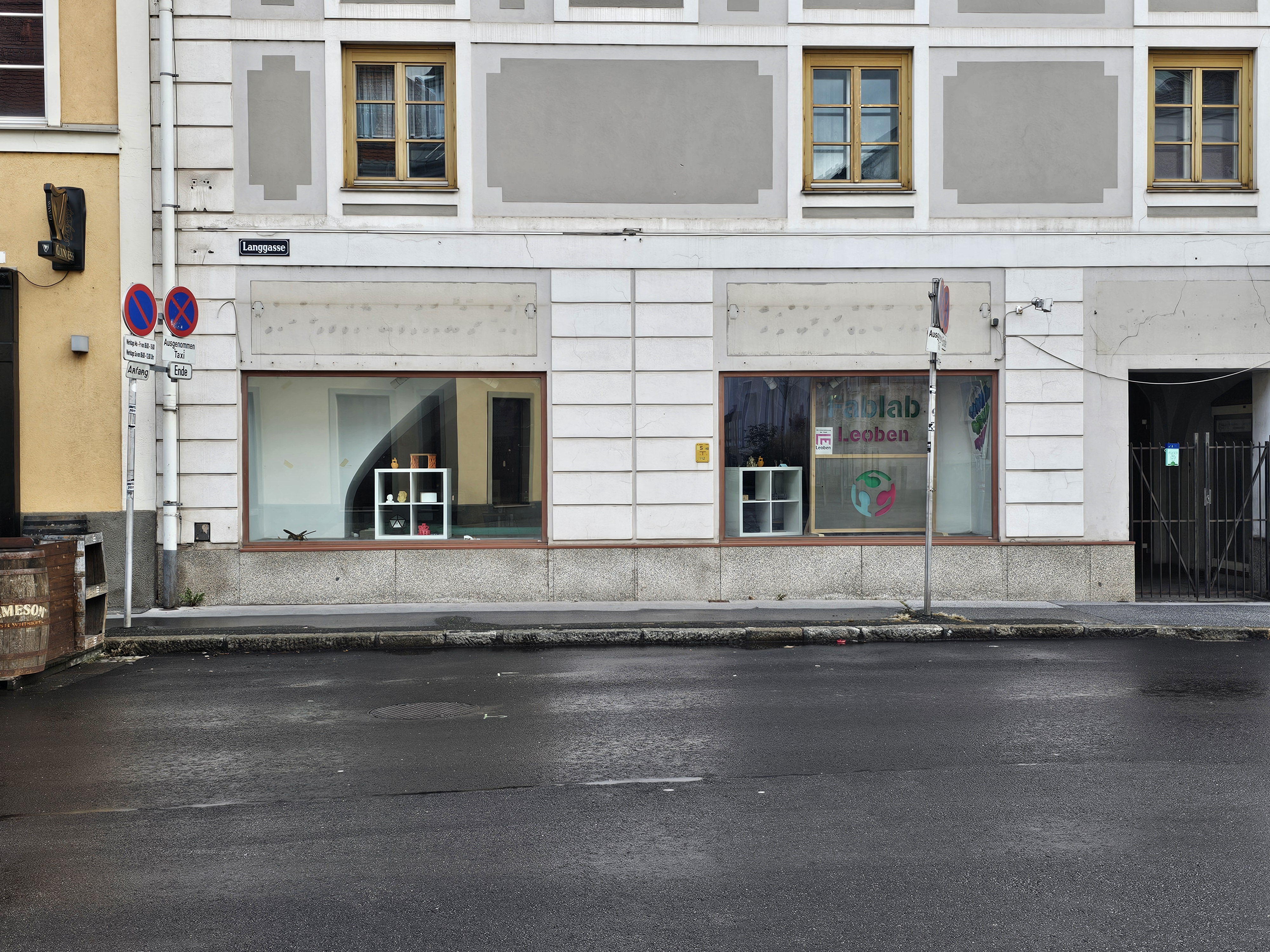
فاب‌لب لوپن، در اتریش. این کارخانه شهری در یک منطقه مسکونی ادغام شده است.

دیدگاه رایج درباره کارخانه‌ها به‌عنوان مکان‌هایی پر سر و صدا از گذشته وجود داشته و این تصور در هر محیطی که کارخانه‌ها در آن قرار دارند، صدق می‌کند. به همین دلیل، در دهه ۱۹۵۰ بسیاری از این کارخانه‌ها به مناطق روستایی منتقل شدند. این جابه‌جایی اگرچه مشکل آلودگی صوتی و نگرانی‌های زیست‌محیطی را کاهش داد، اما چالش جدیدی را نیز به همراه داشت: افزایش فاصله بین مراکز تولید، محل مصرف محصولات و تأمین مواد اولیه.
پس از تعطیلی بسیاری از واحدهای تولیدی در اواخر قرن بیستم، طی سال‌های اخیر در ایالات متحده و اروپا، دوباره توجه به تولید صنعتی افزایش یافته است. این پدیده تا حد زیادی به دوره پس از رکود اقتصادی، به‌ویژه رکود بزرگ، بازمی‌گردد که باعث احیای علاقه به صنعتی شد که پیش‌تر در حال افول بود. این روند جدید با ظهور فناوری‌های نوین، بازگشت برخی فعالیت‌ها مانند کار دستی، رشد علاقه به میکر اسپیس‌ها و افزایش تقاضا برای واحدهای تولیدی کوچک‌مقیاس، به‌ویژه در مناطق شهری، تقویت شده است. در نتیجه، کارخانه‌های شهری شکل گرفته‌اند که به توسعه تولید شهری کمک کرده‌اند. این رویکردهای جدید با مدل‌های صنعتی اواخر قرن بیستم تفاوت دارند. واحدهای تولیدی جدید به دلیل اندازه کوچک‌تر، ارتباط بیشتر با جامعه محلی، مهارت‌های تخصصی و همکاری با جنبش‌های شهری، بهتر با محیط‌های شهری سازگار هستند.
این حوزه پژوهشی توجه بسیاری از جوامع را به خود جلب کرده است و شهرها علاقه فزاینده‌ای به این شکل از تولید نشان داده‌اند. با این حال، تحقیقات علمی در این زمینه هنوز در مراحل اولیه قرار دارد. منابع موجود تعاریف و رویکردهای متنوعی از تولید شهری ارائه می‌دهند، اما همگی در چارچوب یک مفهوم کلی مشترک قرار می‌گیرند.

## گونه‌های کارخانه‌های شهری
اصطلاح «کارخانه شهری» در متون علمی به شیوه‌های مختلفی تعریف شده است. به‌طور خاص، اصطلاحات «تولید شهری» و «ساخت شهری» برای اشاره به همین مفهوم استفاده می‌شوند، با این تفاوت که اولی در برخی محافل رایج‌تر است. در مجموع، این اصطلاح می‌تواند به کارخانه‌هایی اشاره داشته باشد که درون مناطق شهری قرار گرفته‌اند.
در این راستا، دو نمونه مشخص ارائه می‌شود: نخست، کارخانه‌هایی که با گسترش شهر در آن ادغام شده‌اند؛ و دوم، کارخانه‌هایی که از ابتدا در یک شهر موجود تأسیس شده‌اند.
علاوه بر این، تبادل اطلاعات میان کارخانه و محیط شهری اطراف آن جنبه‌ای اساسی به شمار می‌آید، چراکه به شکل‌گیری دو گونه متمایز از کارخانه‌های شهری منجر می‌شود: 

### کارخانه کاملاً شهریوکارخانه نیمه‌شهری
نخستین گونه با تعامل کامل با شهر و منابع آن شناخته می‌شود و کل چرخه تولید، از تأمین مواد اولیه و نیروی کار تا محصولات نهایی، در همان منطقه شهری صورت می‌گیرد.
دومین گونه به‌طور جزئی با منابع شهری در ارتباط است و در نهایت محصولاتی تولید می‌کند که لزوماً برای همان محیط شهری نیستند و ممکن است به خارج از محدوده شهری صادر شوند. این دسته از کارخانه‌ها همیشه به‌عنوان تولید شهری در نظر گرفته نمی‌شوند.

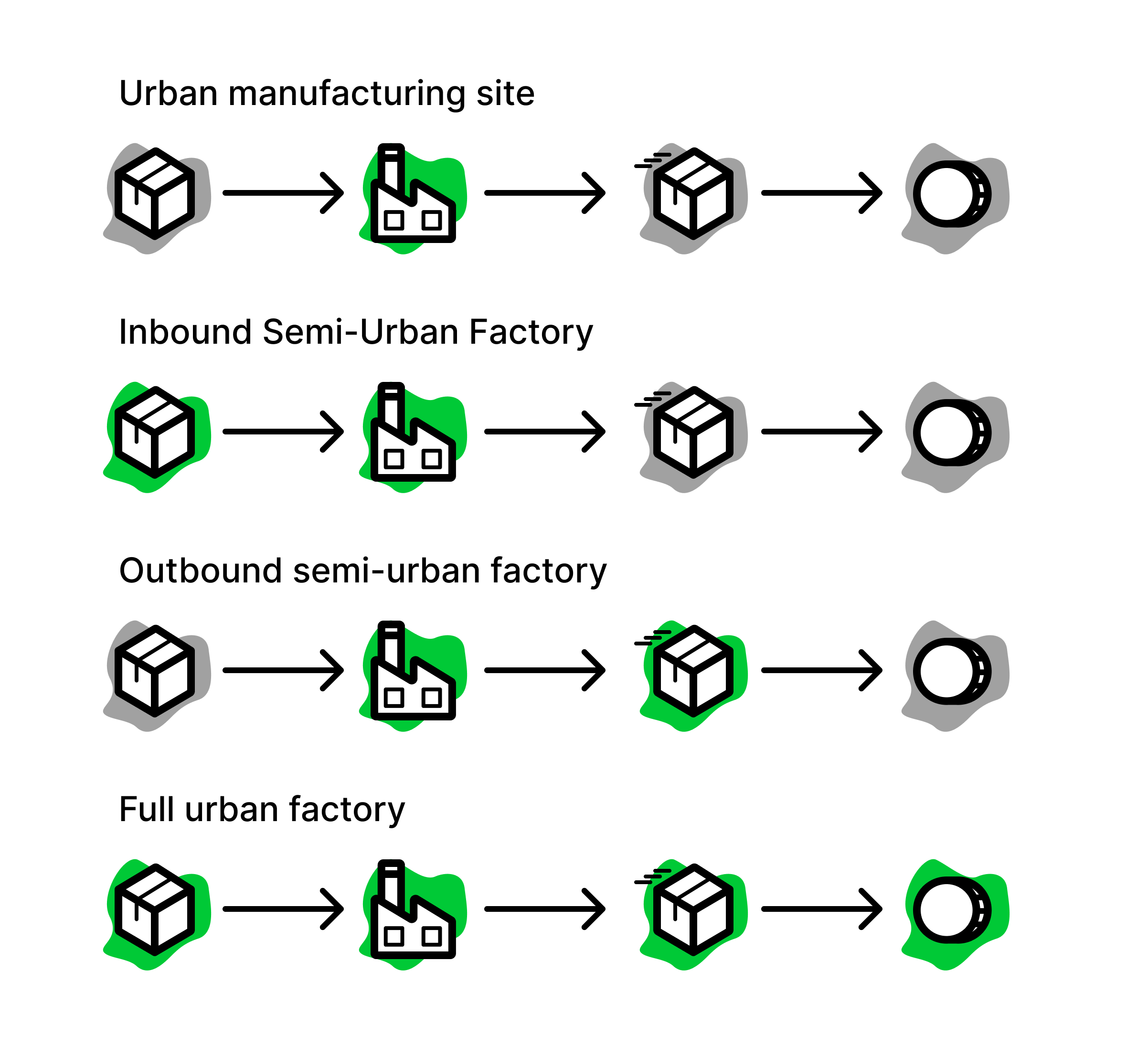
دسته‌های مختلف کارخانه‌های شهری

یک دسته‌بندی دقیق‌تر از کارخانه‌های شهری را می‌توان به چهار گروه مجزا تقسیم کرد:

### محل تولید شهری
این نوع کارخانه در منطقه شهری ادغام شده است، اما مواد اولیه آن از خارج از منطقه شهری تأمین می‌شود و محصولات نهایی نیز به خارج از شهر ارسال می‌شوند. به‌عنوان نمونه، یک کارخانه ممکن است مواد اولیه خود را از یک منبع جهانی یا غیربومی دریافت کند، محصولات را به‌صورت محلی تولید کند، آن‌ها را به یک سیستم توزیع در مکان دیگر ارسال کند و در نهایت در بازار سومی به فروش برساند.

### کارخانه نیمه‌شهری ورودی
این کارخانه در محدوده شهری قرار دارد و مواد اولیه آن از همان منطقه تأمین می‌شود. بااین‌حال، محصولات نهایی آن به مناطق دیگر در سطح جهانی ارسال می‌شوند. به‌عنوان مثال، کارخانه‌ای که از مواد اولیه محلی استفاده می‌کند، محصولات را در همان منطقه تولید می‌کند، کالاها را به یک سیستم توزیع خارج از محل تولید می‌فرستد و در نهایت، آن‌ها را در یک بازار دیگر به فروش می‌رساند.

### کارخانه نیمه‌شهری خروجی
این کارخانه در بافت شهری قرار گرفته و هدف اصلی آن توزیع محصولات تولیدی در همان منطقه شهری است. برای نمونه، کارخانه‌ای که مواد اولیه خود را از بازارهای بین‌المللی تأمین می‌کند، فرآیند تولید را در منطقه محلی انجام می‌دهد و سپس محصولات را در همان منطقه جغرافیایی توزیع و به فروش می‌رساند.

### کارخانه کاملاً شهری
این کارخانه تمامی فرآیندهای تولیدی را در همان منطقه شهری که مرکز تولید در آن قرار دارد، انجام می‌دهد. این نوع کارخانه ایده‌آل‌ترین شکل کارخانه شهری محسوب می‌شود.

## ادغام در شهر

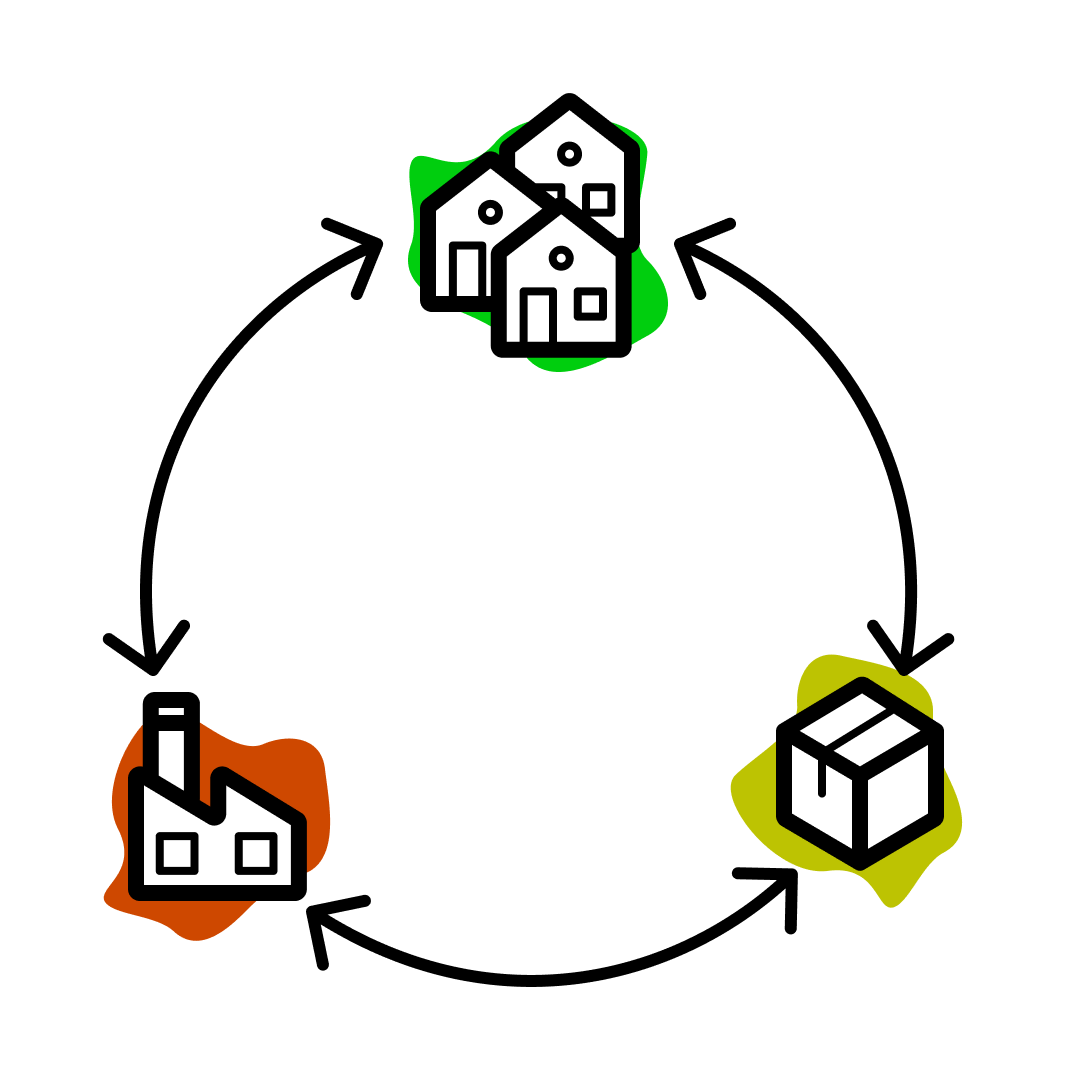
تقاطع بین تولید شهری، منطقه شهری و محصولات

ادغام تولید شهری در یک شهر مستلزم بررسی رابطه آن با محیط شهری موجود است. این جنبه خاص با توانایی خود در ایجاد فرصت‌های متنوع برای توسعه فضاهای شهری شناخته می‌شود. از نظر تاریخی، کارخانه‌ها همواره موجب نگرانی ساکنان اطراف خود بوده‌اند، به‌ویژه از نظر آلودگی صوتی و زیست‌محیطی.
مدل معاصر این کارخانه‌ها بر اساس توسعه یکپارچه‌ای طراحی شده است که از منظر شهر، ساکنان آن و همچنین محصولاتی که تولید می‌شوند، برنامه‌ریزی شده است. این الگو که به سیستم شهر-کارخانه شناخته می‌شود، برای تمامی بازیگران درگیر، مزایایی به همراه دارد.
این تأسیسات تولیدی نوین توجه فزاینده‌ای را در زمینه برنامه‌ریزی شهری برانگیخته‌اند. در شهرهای مختلف اروپا، پروژه‌های متعددی برای توسعه این نوع تولید پیشرفته آغاز شده‌اند. نمونه‌ای برجسته از این اقدامات، ابتکار Cities of Making است که در شهرهایی همچون لندن، روتردام و بروکسل اجرا شده است. این برنامه، ادغام فناوری‌های پیشرفته و مدل تولید شهری در مراکز شهری را به‌طور جامع بررسی می‌کند.
پروژه دیگری به نام STEAMhouse یک کارخانه قدیمی را به یک مرکز جدید برای کسب‌وکارها، هنرمندان و دانشگاهیان تبدیل کرده است و در این فرایند، یک قطب نوآوری و تولید شهری ایجاد کرده است.
نمونه دیگر، بارسلونا است که در سال ۲۰۱۴ پروژه‌ای را با هدف خودکفایی در تولید تمام محصولات مصرفی شهروندان خود تا سال ۲۰۵۴ آغاز کرد. این پروژه بخشی از Fab City Global Initiative است که تحت نظر Fab Foundation فعالیت می‌کند. از سال ۲۰۱۱، این برنامه به دنبال ایجاد اجتماعی متشکل از سازندگان، رهبران مدنی، شهرسازان و نوآوران بوده است. هدف نهایی، بازآفرینی مناطق شهری به مکان‌هایی پایدار و مبتنی بر چرخه‌های تولید بسته است.

## پروژه‌های دانشگاهی
پروژه‌های مختلفی در زمینه تولید شهری در اروپا تأمین مالی شده‌اند، که از جمله آن‌ها می‌توان به پروژه‌های Cities of Making و Urban Manufacturing اشاره کرد.
پروژه Cities of Making به بررسی این موضوع می‌پردازد که چگونه شهرها می‌توانند از طریق تحقیق استراتژیک، بخش‌های تولیدی خود را احیا کنند. این پروژه با انجام مطالعات موردی در شهرهای بروکسل، لندن و روتردام که هرکدام میراث صنعتی منحصر به فرد خود را دارند، این راه‌حل‌ها را در شرایط واقعی آزمایش می‌کند. راهنمایی‌های عملی پروژه و منابعی که برای حرفه‌ای‌های خدمات عمومی طراحی شده، به آن‌ها کمک می‌کند تا در مرکز تلاش‌های دوباره صنعتی شدن قرار گیرند، با هدف ایجاد بخش‌های تولیدی پایدار و مقاوم که به گروه‌های اقتصادی آسیب‌پذیر کمک کرده و در عین حال پایداری محیط‌زیستی را ارتقا دهند.
پروژه Urban Manufacturing به رشد و پایداری میکر اسپیس‌ها و فضاهای همکاری در سراسر اروپا اختصاص دارد. هدف کلی پروژه این است که از رونق این فضاها اطمینان حاصل کند، با شناسایی بهترین شیوه‌ها، آزمایش رویکردهای سیاستی و تبلیغ شرایط مناسب در شهرها و مناطق. این پروژه قصد دارد یک شبکه اروپایی از حامیان ایجاد کند که به این هدف متعهد هستند و تأثیر تحول‌آفرین تسهیلات همکاری بر نوآوری را نشان دهد.